# Pantéléphone
Le Pantéléphone est un appareil téléphonique inventé par Léon de Locht-Labye qui en déposa le brevet à la fin de 1879.
Selon son inventeur, le Pantéléphone est un transmetteur microphonique impressionnable par des vibrations sonores, dont le point de départ peut être situé à plusieurs centaines de mètres ; il transmet à plusieurs lieues, par l'intermédiaire de téléphones récepteurs, la parole prononcée à vingt mètres et plus de l'appareil ; on peut d'ailleurs parler d'aussi près que l'on veut ; la parole transmise gagne en force et surtout en netteté.
Cet appareil entra en concurrence avec le téléphone de Graham Bell.
Ses avantages sur ce concurrent était la qualité de la transmission sonore et l'utilisation d'un seul fil entre les deux appareils.
Il fut utilisé dans quelques villes européennes et surtout à grande échelle en Argentine à partir de 1880.
En 1880, il fut le premier téléphone installé entre le fonds d'un puits de mine et la surface.